# 北極星 (オペラ)

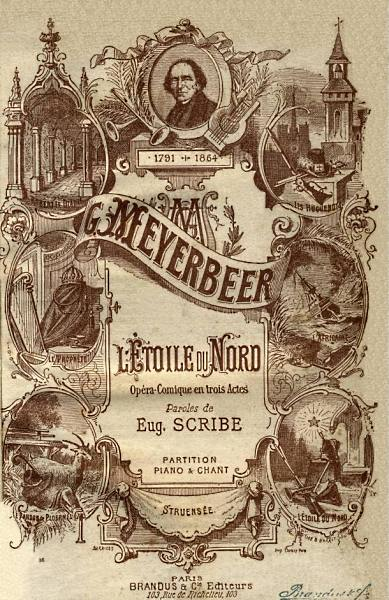
『北極星』のヴォーカル・スコアの表紙

『北極星』（フランス語: L'étoile du nord）は、ジャコモ・マイアベーアによる3幕のオペラ・コミックである。『エトワール・デュ・ノール』とも表記される。マイアベーア自身のジングシュピール 『シュレージエンでの野営』（1844年）の楽曲を素材としてパリ向けに改作したもので、リブレットはウジェーヌ・スクリーブ によってフランス語で書かれている。初演はオペラ＝コミック座で1854年2月16日に行われた。

## 概要

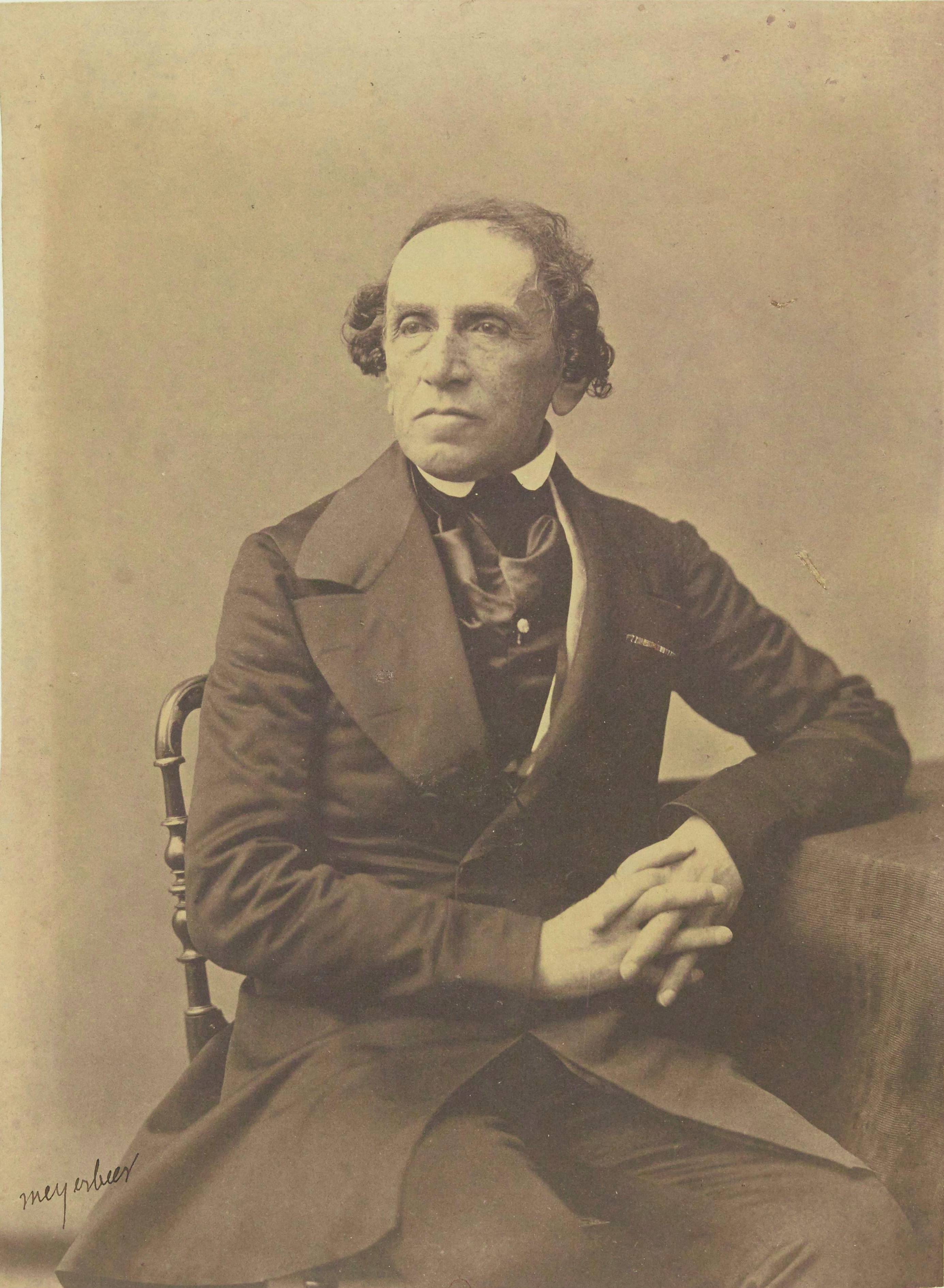
1864年時のマイアベーア

マイアベーアは1844年にベルリンで初演し、大きな成功を収めた『シュレージエンでの野営』（Ein Feldlager in Schlesien ）のフランス語ヴァージョンをオペラ・コミック座で上演したいという申し出を受けたが、マイアベーアはその申し出を断り、代わりに『シュレージエンでの野営』から幾つかのナンバーを転用して、スクリーブと協同して3幕のオペラ・コミックを制作した。マイアベーアは『シュレージエンでの野営』をベルリン以外で上演することに積極的はなかった。著作権 に関するスクリーブとの契約の問題もあっただろうが、このオペラがプロイセンの国境を越えて、広く受け入れられる可能性は少ないと判断したのである。
ドラマの筋立てとしては、マイアベーアは『シュレージエンでの野営』自体が本質的に地域限定的なものではなかったにせよ、プロイセンに関わる要素を排除しようとした。 フリードリヒ大王がピョートル大帝に舞台はシュレージエンからフィンランドとロシアに置き換えられている。
なお、『シュレージエンでの野営』は1847年2月にウィーンのアン・デア・ウィーン劇場で上演された際には、『フィエルカ』というタイトルに変更され、その他にストーリーや役柄、楽曲などにも様々な変更が加えられた。

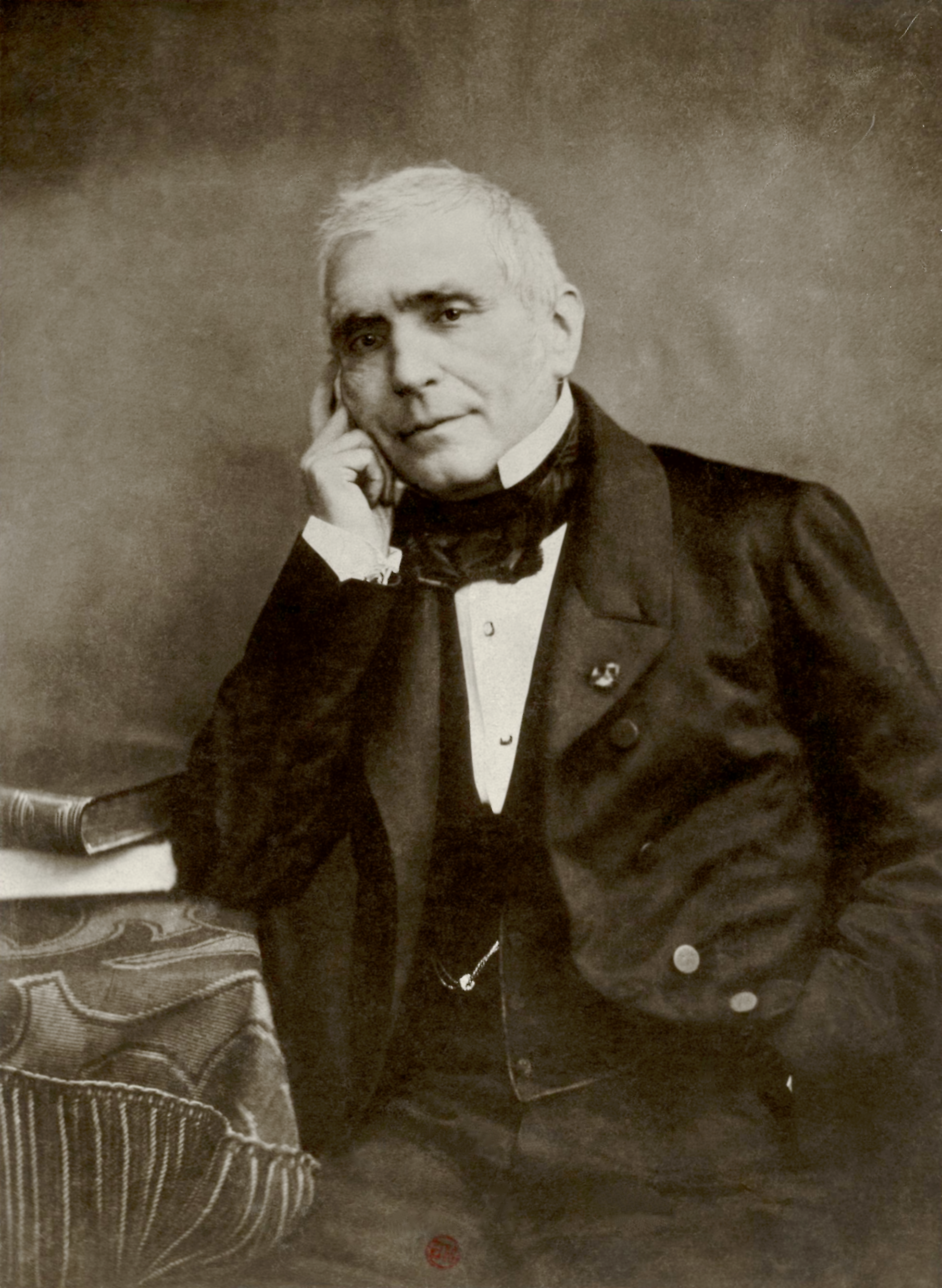
ウジェーヌ・スクリーブ

『北極星』はオペラ＝コミック座向けのオペラ・コミックであり、曲間に台詞を含むことが基本となっており、後に変化するが、ハッピーエンドが長らく不文律であった。マイアベーアのオペラ・コミックとしては1859年の『ディノラ』（Dinorah ）がある。この形式の19世紀半ば頃までの代表作にはボワエルデューの『白衣の婦人』（1825年）、ロッシーニの『オリー伯爵』（1828年）、オベールの『フラ・ディアヴォロ』（1830年）、『黒いドミノ』(1837年)、 エロルドの『ザンパ』（1835年）、アダンの『ロンジュモーの御者』（1836年）、ドニゼッティの『連隊の娘』（1840年）などがある。
マーク・エヴェリストによれば「マイアベーアのグランド・オペラ作品は35年もの期間に及んだが、一方で、彼のオペラ・コミック分野の作品は、1850年代（本作と『プロエルメルの巡礼』）に集中しており、彼のキャリアの一端にしかならなかったように思われる」。　
岸純信によれば「一連のグラントペラに比べると、本作の音楽には不自然な転調が多く、騒々しいオーケストレーションやスタイルの不均衡といった弱点も聴きとれる。いわば実験的な趣を呈する一作なのだろう。なかでは二本のフルートがオブリガートを奏する、ヒロインの〈狂乱の場〉が知られている」。
本作にはグランド・オペラでしばしばみられる大規模な行進曲が用いられており、第2幕の〈聖なる行進曲〉は一つの見どころになっている。
ロナルド・クリクトンによれば「本作はしばしばオペラ・コミックと分類されてきたが、一方、当時は中間的性格のオペラ（opéra de demi caractère）と見られていた。実際に、本作はグラントペラ作品と概ね同じような喜劇的な部分とシリアスな部分の混合体であるからである。本作は牧歌的な色恋沙汰と軍隊生活の独特の混合体となっている。さらに「本作の音響についてはマイアベーアの以前の作品にもまして注目すべきものがある。例えば、第2幕冒頭のワルツの場面では、ピッコロ、フルート、バソン、チェロ、コントラバスを利用し、最もマイアベーアらしい特異性を表出している」。この効果はほとんど身体的とも言えるようなもので、例えばダニロヴィッツ、ペーテルと二人の従軍商人の女による他愛のない4重唱においても ロッシーニのように沸き立つようだが、より刺々しい。マイアベーアは音楽をうまく活用し、正気を失ったカトリーヌに正気と記憶を取り戻させる目的で、第1幕の楽曲を再現することにより、聴衆にテーマを再認識させると同時に、いかにも劇的に、そして完璧にバランスを保った状態で、自然にオペラを終結させることを可能にしているのである。

### 初演とその後

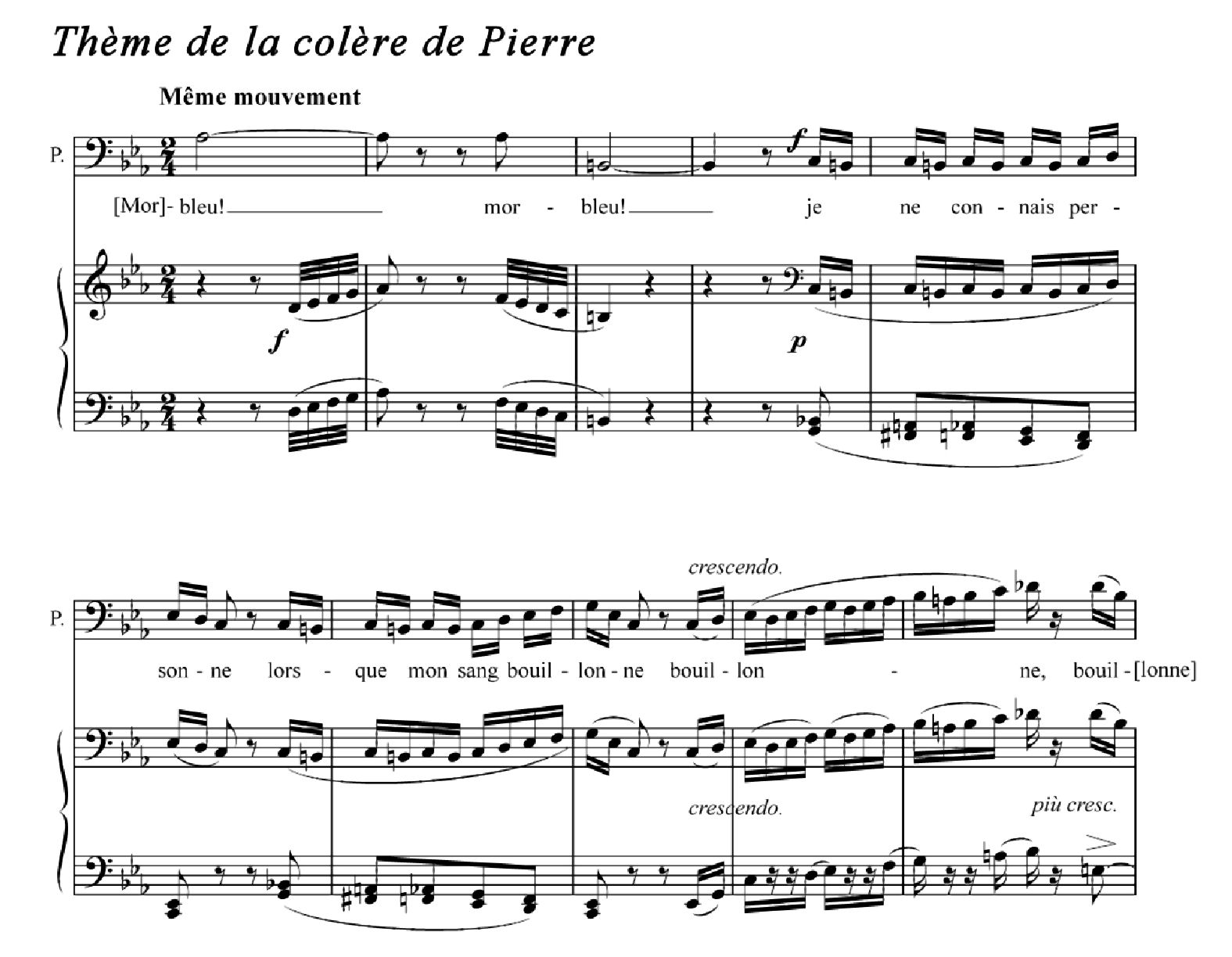
《ペーテルの怒り》のテーマ

初演はナポレオン3世と皇后のウジェニーの臨席のもとに行われ、好評を得て、最初の1年で100回もの上演が行われた。ほどなくルートヴィヒ・レルシュタープらの翻訳よるドイツ語版（Der Nordstern）、英語版（The North Star）、イタリア語版（La Stella Polare）、スウェーデン語版（Nordens Stjärna）が作られ、ヨーロッパ各地、そして、北米でも上演された。
米国初演は1855年3月5日にニューオリンズのオルレアン劇場にて、ブレッティ、マルシャル、ホルツェム、ジュニブレル、ラジェ、ベッカースらの出演にて行われた。イギリス初演は1855年 7月19日、ロンドンのコヴェント・ガーデン王立歌劇場で行われた。出演はアンジェリーナ・ボシオ、イタロー・ガルドーニ、カール・フォームズ、ルイジ・ラブラーシュ、ツェルガー（Charles Zelger）らであった。指揮はコスタが務めた。
初期には強力なキャストを配し順調であった。その後も、ペーテルとカトリーヌの役はジャン=バティスト・フォル （フランス語）やアデリーナ・パッティなどよって歌われ続けたが、1880年代半ばになると、フランスだけでなく、外国においても上演回数は減少した。
1975年にはオペラ・ラーラにより、 ロンドンのカムデン・フェスティバルで上演された。
1996年にはウェックスフォード・オペラ・フェスティバルで上演され、全曲が録音された。
近年の注目すべき上演としては2017年にフィンランドのコッコラ（7月） と ヘルシンキ（11月）でコッコラ・オペラ協会によりサカリ・オラモの指揮により、セミ・ステージ形式で上演されたものがある。配役はミヒャエル・ライバンドグート（ペーテル）、アヌ・コムシ（カトリーヌ）、アンナ・パリミナ（プラスコヴィア）、ヘイッキ・キルペライネン（グリツェンコ）らであった。

## 登場人物
| 人物名                     | 声域                                               | 原語                                               | 役柄                                               | 初演時のキャスト 指揮者： テオフィル・ティルマン                            |                                                    |
| -------------------------- | -------------------------------------------------- | -------------------------------------------------- | -------------------------------------------------- | --------------------------------------------------------------------------- | -------------------------------------------------- |
| ペーテル（ピョートル大帝） | バス                                               | Péters Pierre le Grand                             | 造船所の労働者、実はロシア皇帝                     | シャルル＝アンブル・バッタイユ（フランス語）                                |                                                    |
| カトリーヌ                 | ソプラノ                                           | Catherine                                          | 酒保の女、ジョルジュの妹                           | キャロリーヌ・デュプレ                                                      |                                                    |
| プラスコヴィア             | ソプラノ                                           | Prascovia                                          | ジョルジュの恋人、後に妻                           | キャロリーヌ・ルフェーヴル                                                  |                                                    |
| ダニロヴィッツ             | テノール                                           | Danilowitz                                         | ロシア人の菓子売り                                 | エルネスト・モケール                                                        |                                                    |
| グリツェンコ               | バリトン                                           | Gritzenko                                          | ダッタン兵の隊長 後にロシア軍の歩兵隊長            | レオナール・エルマン=レオン （Léonard Hermann-Léon）                        |                                                    |
| ジョルジュ・スカヴロンスキ | テノール                                           | George Skawronski                                  | カトリーヌの兄                                     | ピエール=マリユス=ヴィクトール・ジュルダン （Pierre-Marius-Victor Jourdan） |                                                    |
| エキモナ                   | メゾソプラノ                                       | Ékimona                                            | 酒保の女                                           | マルグリート・ドゥクロワ （Marguerite Decroix）                             |                                                    |
| イェルモロフ               | バリトン                                           | Yermolov                                           | ロシアの将軍                                       | レオン・カルヴァロ                                                          |                                                    |
| ナタリー                   | ソプラノ                                           | Nathalie                                           | 酒保の女                                           | マリー=シャルロット・ルメルシエ （Marie-Charlotte Lemercier）               |                                                    |
| イズマイロフ               | テノール                                           | Ismaïlov                                           | 騎兵隊長                                           | リキエ=ドロネー （Riquier-Delaunay）                                        |                                                    |
| シュルムティエフ           | バリトン                                           | Cheremetiev                                        | ロシア軍の大佐                                     | シャルル・フランソワ・デュヴェルノワ （Charles François Duvernoy）          |                                                    |
| レイノルド                 | バス                                               | Reynold                                            | プラスコヴィアの叔父                               | ナタン （Nathan）                                                           |                                                    |
| 合唱：                     | 兵士たち、船大工たち、村人たち、結婚式の招待客たち | 兵士たち、船大工たち、村人たち、結婚式の招待客たち | 兵士たち、船大工たち、村人たち、結婚式の招待客たち | 兵士たち、船大工たち、村人たち、結婚式の招待客たち                          | 兵士たち、船大工たち、村人たち、結婚式の招待客たち |

## 初演時の衣装

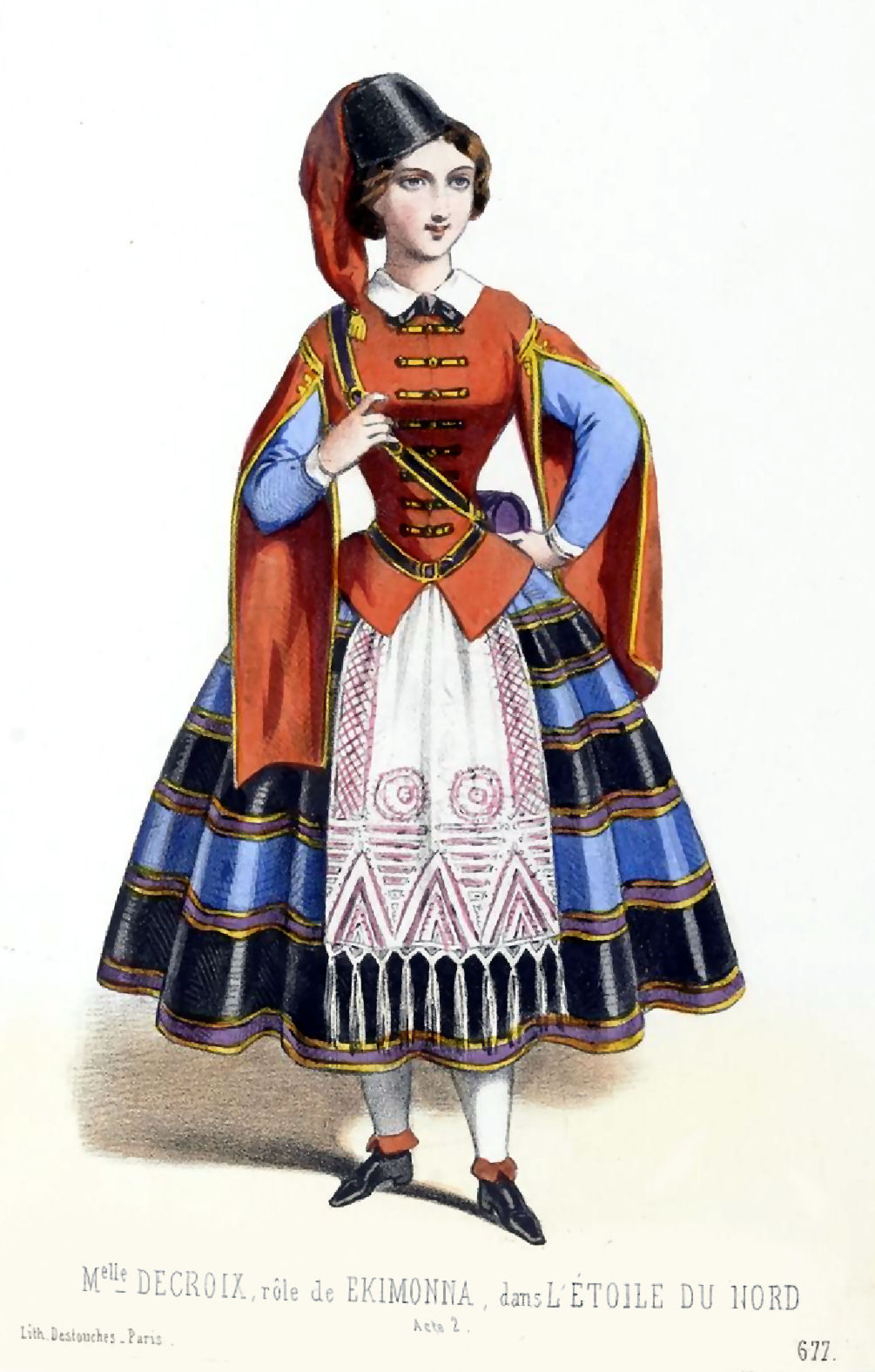
マルグリート・ドゥクロワ
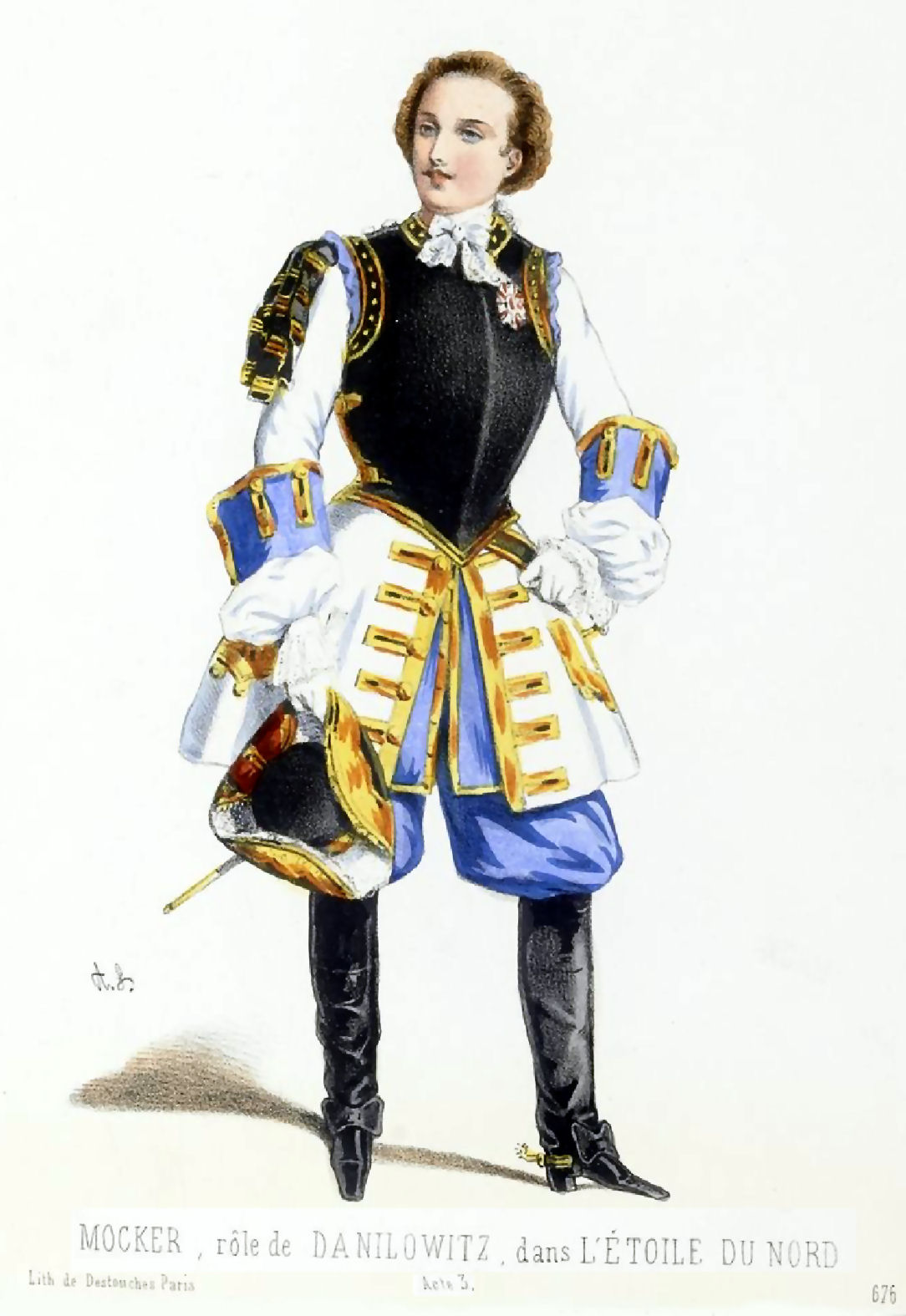

- トゥッサン=ウジェーヌ=エルネスト・モケール
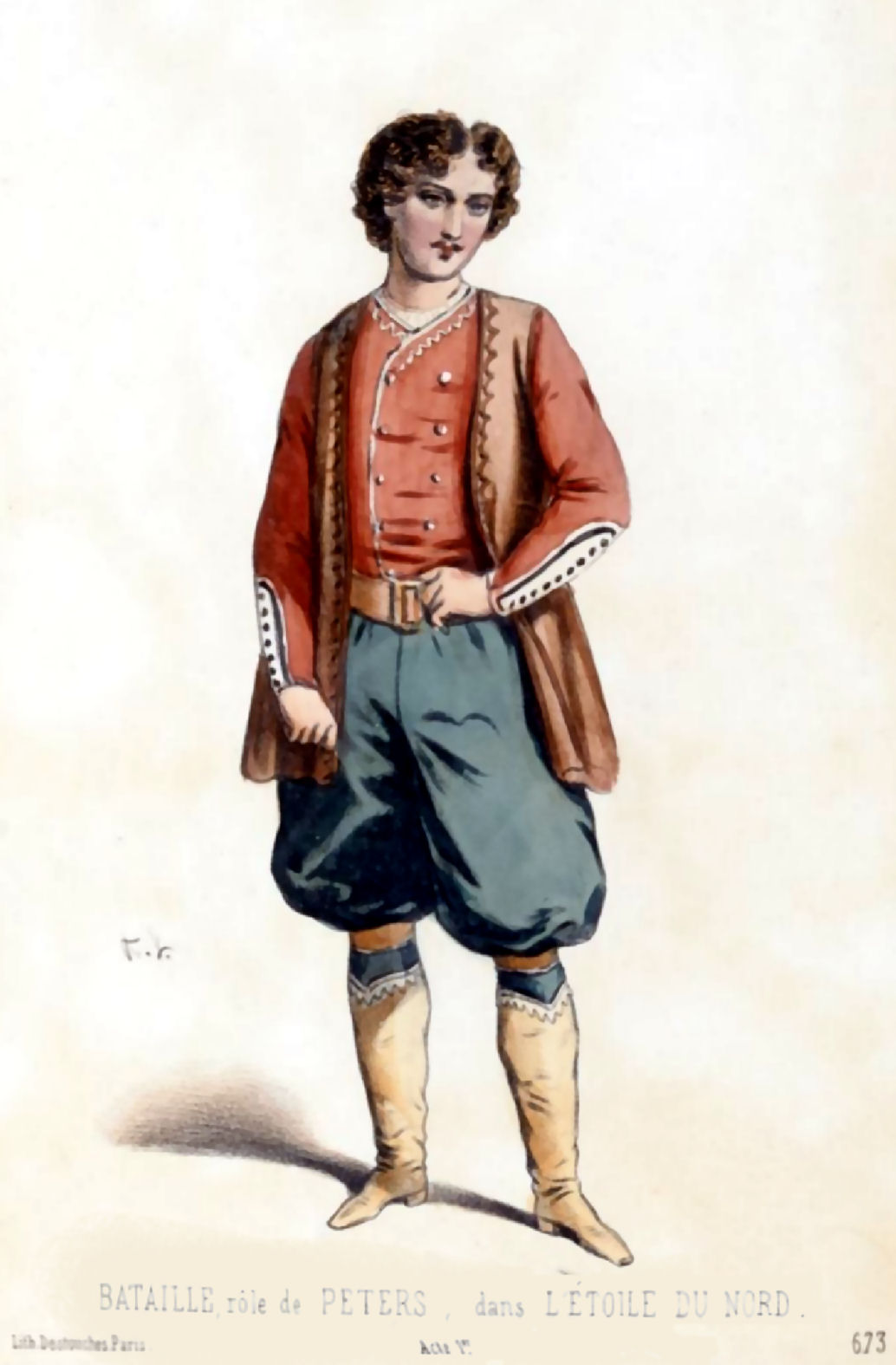
シャルル＝アンブル・バッタイユ
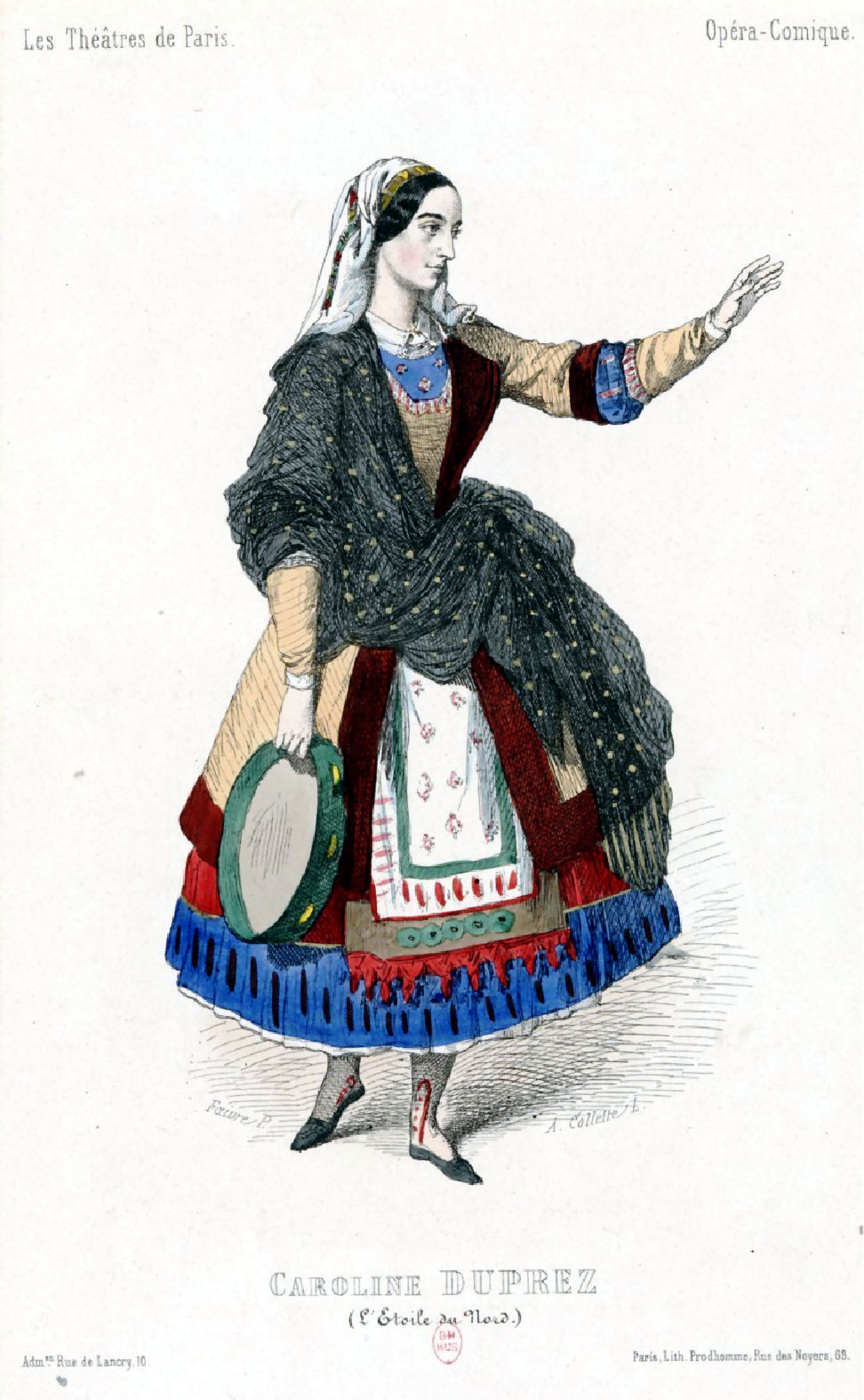
キャロリーヌ・デュプレ
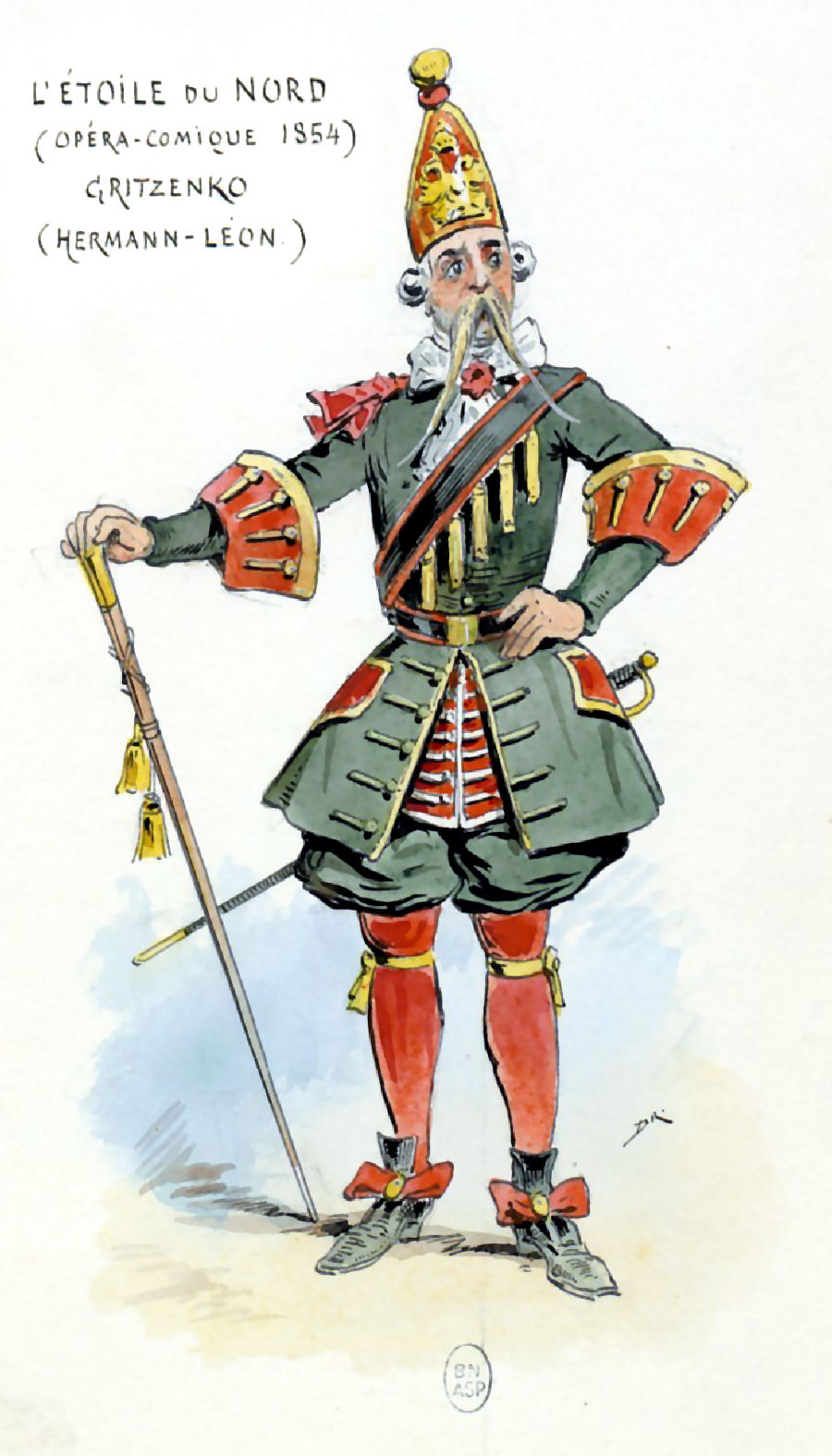
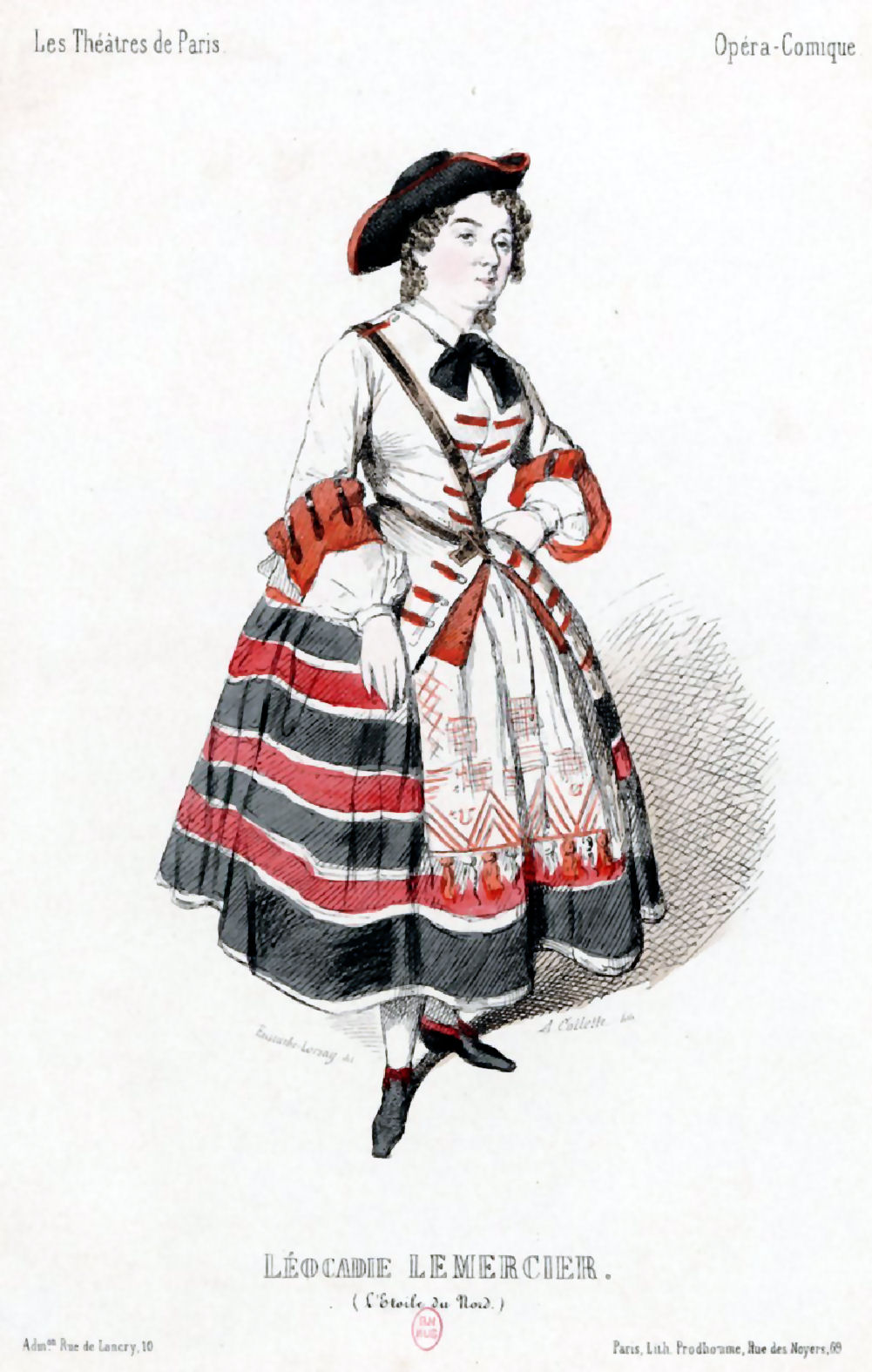

- レオナール・エルマン=レオン
- マリー=シャルロット・ルメルシエ

## 楽器編成

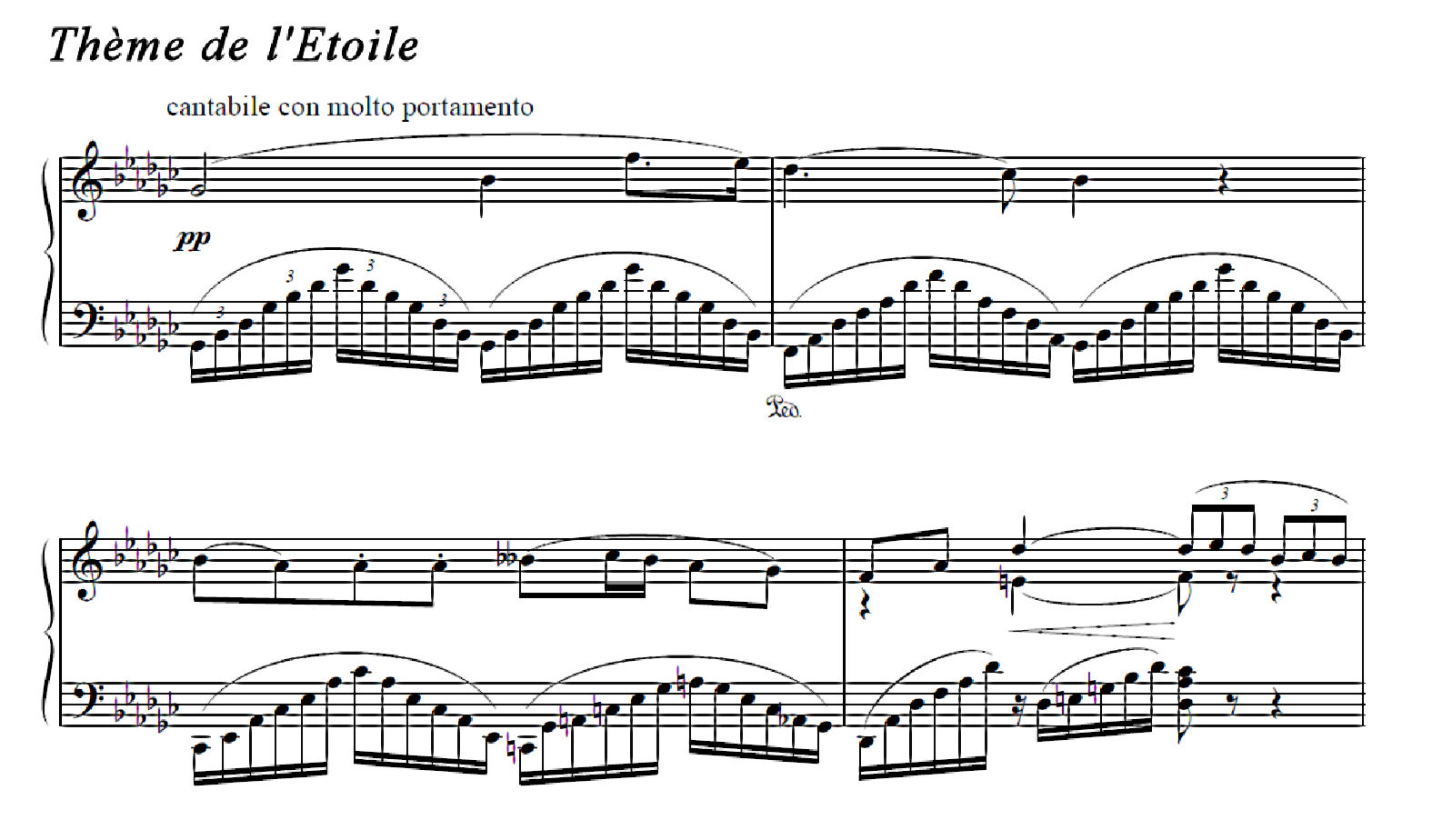
《星》のテーマ

- 木管楽器: ピッコロ2、フルート2、オーボエ2、イングリッシュ・ホルン1、クラリネット2、ファゴット2
- 金管楽器: ホルン4、トランペット2、トロンボーン3
- 打楽器: ティンパニ、 バス・ドラム、 シンバル、小太鼓、トライアングル、タンバリン、ドラム
- その他: 弦楽五部、ハープ2

バンダ（舞台上）
- 木管楽器: ピッコロ4、フルート2、F管クラリネット4、コルネット5、ピストン式トランペット2、バリトンサクソルン3、ドラム4

バンダ（舞台裏）
フルート2、 サクソルンかラッパまたはピストン式トランペット2、ピストン式コルネット4、ピストン式トランペット3、バリトンサクソフォーンまたはテナートロンボーン、バスサクソフォーンまたはバストロンボーンまたはオフィクレイド、コントラバスサクソフォーンまたはボンバルドンまたはオフィクレイド、小太鼓、鐘2、カノン砲

## 上演時間
序曲: 約10分、第1幕:約70分、第2幕:約50分、第3幕:約50分、全幕で約3時間

## あらすじ
時と場所：19世紀、フィンランドとロシアのサンクトペテルブルク

### 第1幕
フィンランド湾のヴィボルグ近郊の村

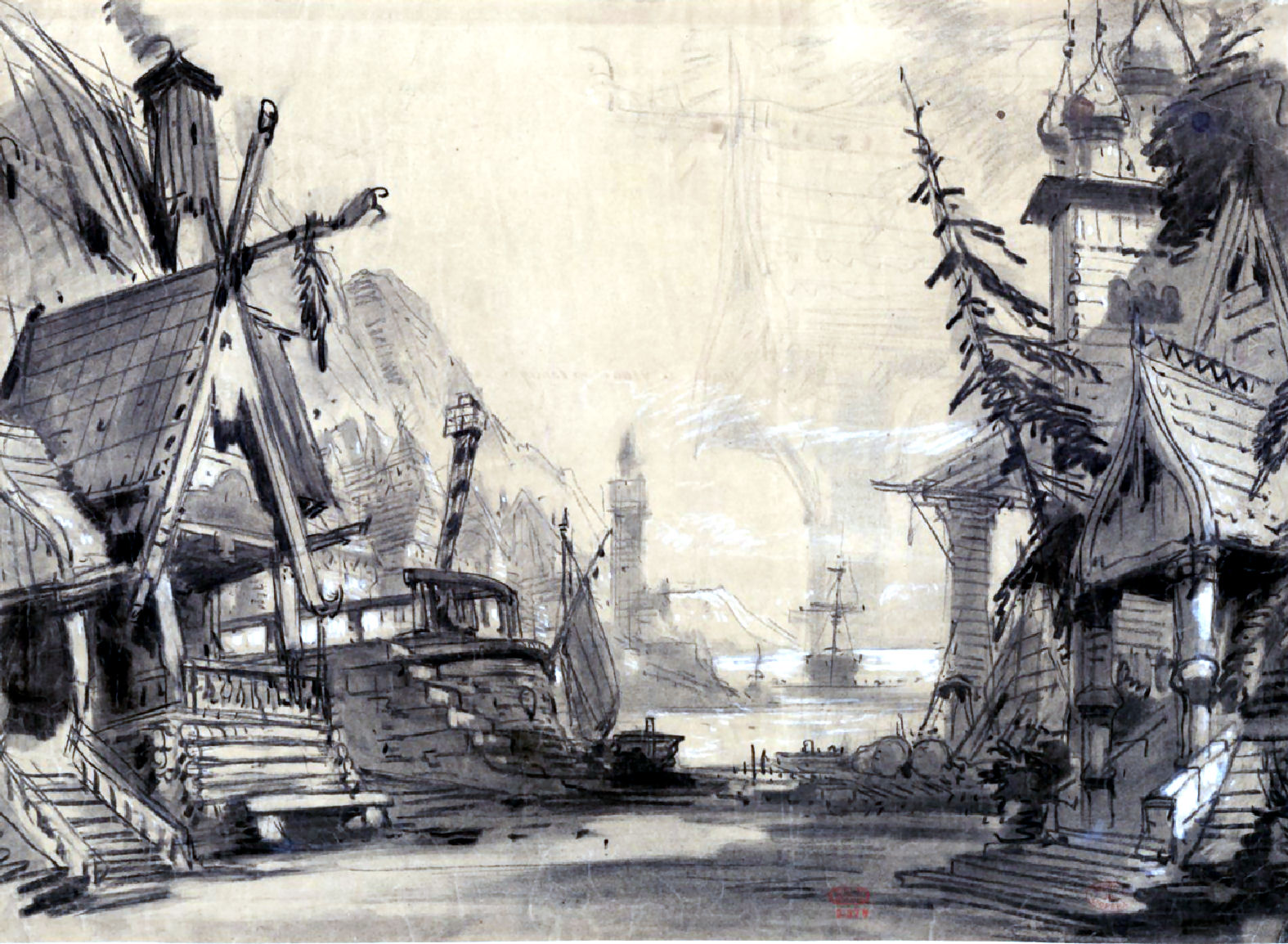
シャルル・カンボンによる第１幕のスケッチ

造船所の作業員たちが昼食休憩時に女たちが用意してくれた食事をとりながら休んでいる。ダニロヴィッツが菓子を売りやって来る「さあ、お買いください！」（Achetez ! voici, voici !）。そして、皆は陽気に歌いながら、お菓子を買いあさる。作業員たちは酔っ払って、お前も一杯やらないかと声を掛ける。皆は「フィンランドに乾杯！」（À la Finlande, buvez !）と乾杯するが、ダニロヴィッツはモスクワ出身のロシア人だからといって、盃を傾けない。ロシア皇帝自身が変装していたペーテルはそれを見て喜び、二人は皆と対立する。造船所の昼休みが終わり、仕事が再開されるとダニロヴィッツもその場から立ち去る。そこへ、ペーテルのフルートの先生あるジョルジュがやって来る。ペーテルは彼の妹カトリーヌをものにしたいがために、ジョルジュに師事しているのである。すると、お目当てのカトリーヌが姿を現し、兄のジョルジュにレイノルドの家に行って彼の姪のプラスコヴィアを兄の嫁に欲しい旨を伝えたところ、快く応諾されたと得意気に話す。
ジョルジュは大いに喜んで、それならば、お次はお前の番だなと言う。すると、カトリーヌは夢幻的な管弦楽の伴奏に乗って「母がお前は北の空に輝く、一番大きな星である北極星の下に生まれた子供だから、北に輝く最高の人と結婚すると予言したのよ」としみじみと語る。ペーテルはこの話を意味深な表情で聞いて、頷く。そこへ、プラスコヴィアが走ってやって来る。そして、ダッタン兵の一団が攻め込んでくると怯えた様子で言う〈アリア〉「なんて、恐ろしい」（Ah ! Que j’ai peur）。これを聞いたカトリーヌは「怖がる必要はないわ。私に任せて」と言って、家に入って行く。すると、グリツェンコに率いられた一団がやって来る。彼らは「ウクライナの子ら」（Enfants de l’Ukraine）という歌を威勢よく歌い始める。するとそこに、ロマの人々の姿に変装したカトリーヌがタンバリンを叩いて〈ボヘミアンのロンド〉「響け！響け！」（Il sonne et résonne）と踊る。すると、ダッタン兵たちは故郷の音楽なので調子を合わせて、一緒に歌い踊る。カトリーヌはグリツェンコの手相を見て、あなたは今すぐ、この村を出て行けば、ロシア皇帝の守備隊長になれると占う。他の作業員たちにも調子の良いでたらめなことを言い、踊りながら皆を村から出してしまう。この様子を見ながら、ペーテルは彼女の才気と勇気に感心する。ジョルジュたちが場を立ち去ると、カトリーヌが戻って来て、ペーテルに彼の身の上を「どこの町の出身なの」（De quelle ville es-tu ?）と問う。ペーテルは自分はロシアの古い家の出で、家は修理しなければならないほど古いと言う。カトリーヌは自分の夫になる人は偉大な人物のはずなので、立派な人物になって欲しいと言う。やる気さえあれば大丈夫だからと言う。ペーテルはカトリーヌの言葉に感動し、彼女に指輪を手渡す。そして、必ずや偉くなって戻って来ると約束して去って行く。すると、プラスコヴィアが泣きながらやって来て、結婚式の当日になって、突然、召集令状が送られて来たと言う。カトリーヌは15日間だけ代わりに戦地に赴く人を探してきてあげるから泣かないでと慰める。そこに、結婚の行列がやって来る。夫が戦地に行かなくて良いとなると、プラスコヴィアは陽気になって、夫と共に教会に消えていく。すると、カトリーヌが軍服姿で現れ、兄に代わって軍艦に乗り込むのだった。

### 第2幕
ロシア軍の陣営

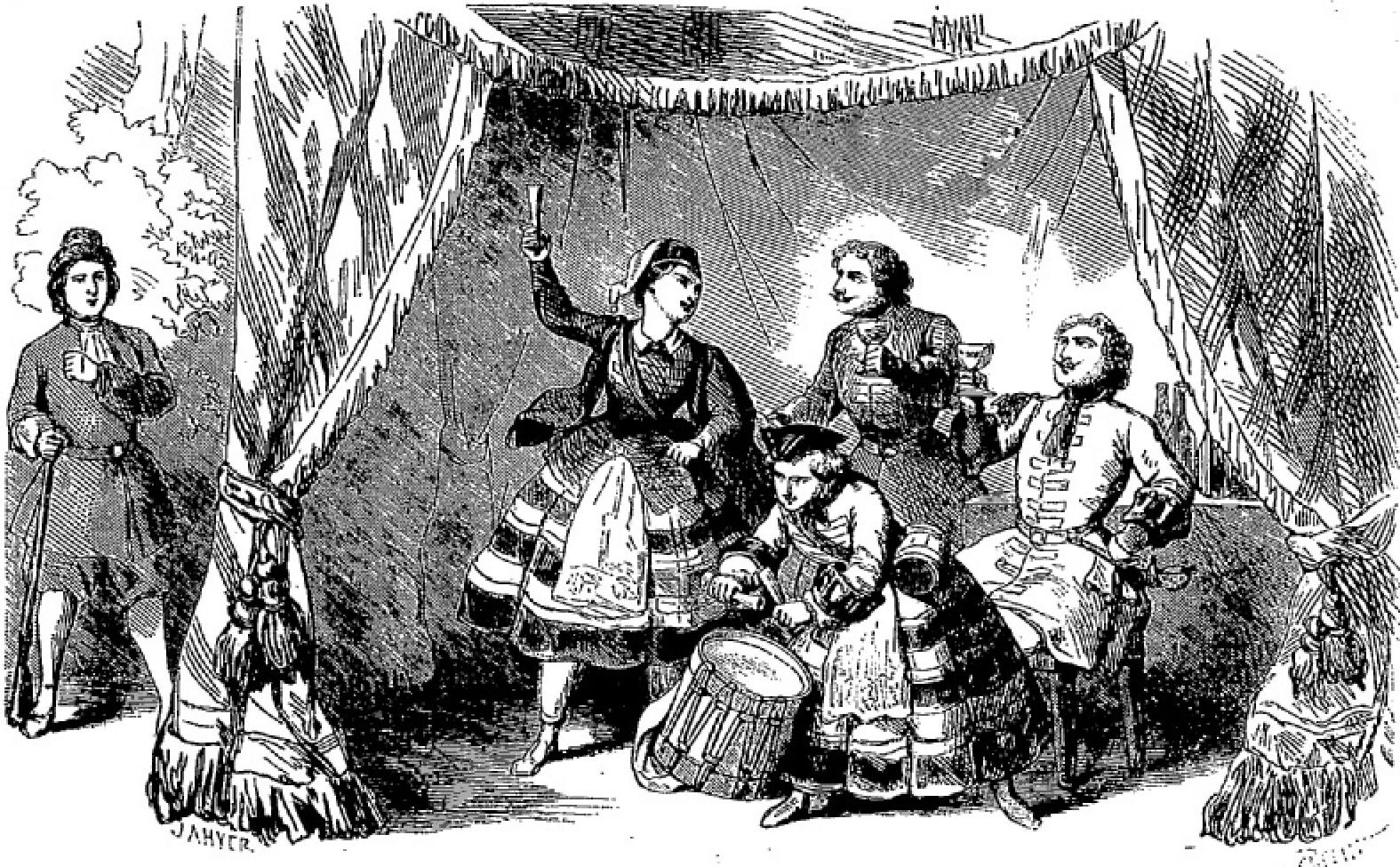
第2幕のデッサン

カトリーヌの予言通りロシア軍の歩兵隊長となったグリツェンコと騎兵隊長イズマイロフが各々の軍隊を誇りに思いつつ歌う。酒保の女たちも楽しげに踊る。すると、将軍が姿を現すので、皆は騒ぎを止めて、静かになる。グリツェンコはカトリーヌに歩哨に立つよう命じて、立ち去る。そこに、士官に出世したペーテルとダニロヴィッツがテントに入り、酒を酌み交わす。カトリーヌは歩哨の職務から解放されると、テントの中を覗き見、そしてペーテルが士官に昇進しているので、すこぶる喜ぶ。テントの中では、ペーテルがそんなことはつゆ知らず、愛しのカトリーヌにと祝杯を上げるので、カトリーヌは幸福感に包まれる。すると、そこにナタリーとエキモナの二人が入って来てペーテルに絡む。

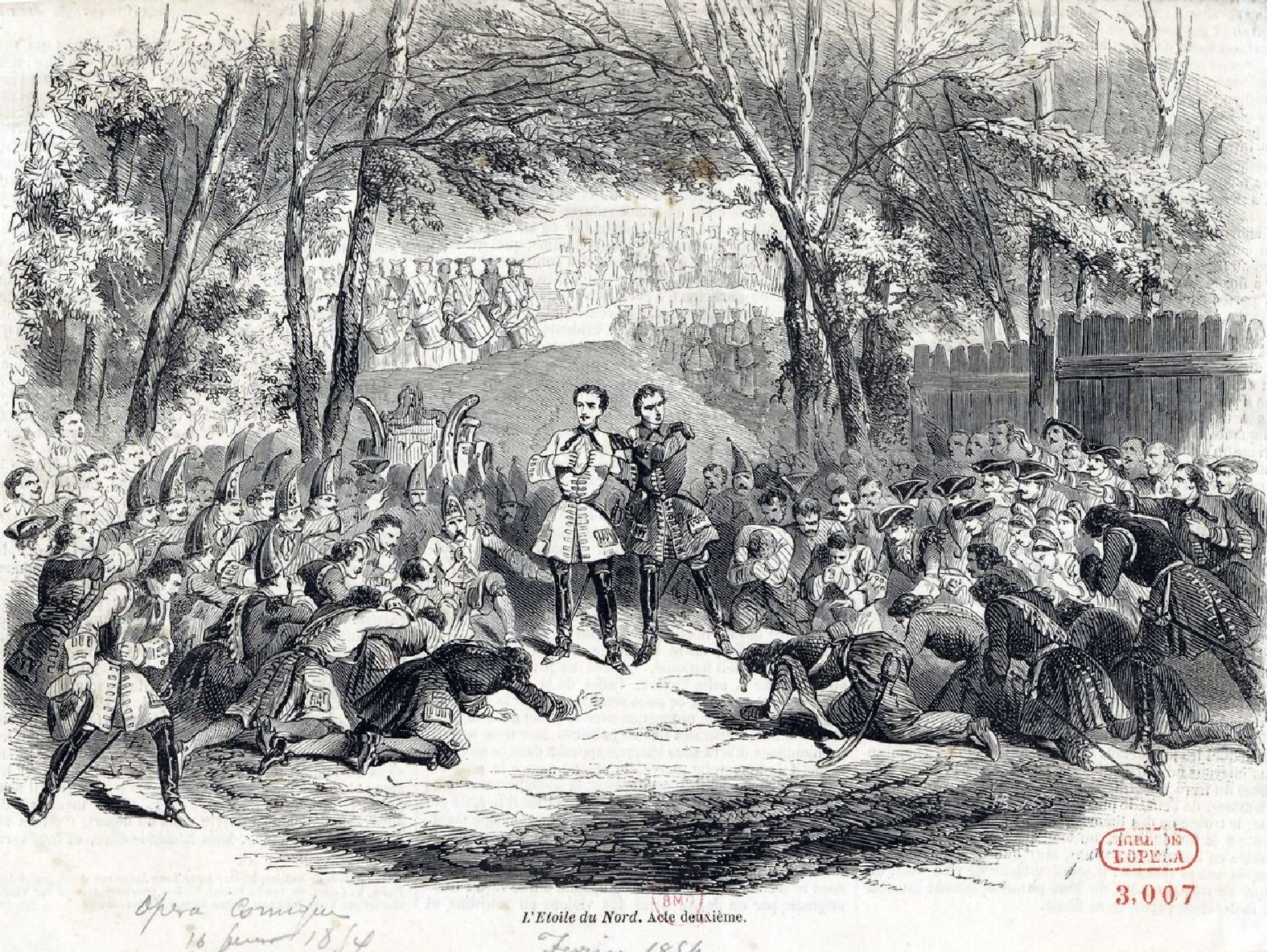
第2幕のシーン

ペーテルが鼻の下を長くして「素敵な従軍商人たち！」（Gentilles vivandières）と歌うので、カトリーヌは腹を立てる。そこに、グリツェンコが見回りに来て、カトリーヌにスパイのようなことをするとは何事だとカトリーヌを注意する。頭に血が上ったカトリーヌは思わずグリツェンコに平手打ちを喰らわせてしまう。
怒り心頭に達したグリツェンコはペーテルに一兵卒のものが歩兵隊長にビンタを喰らわせたと報告するので、ペーテルはその兵士を銃殺刑に処せと命令する。カトリーヌは顔面蒼白となり、ペーテルに「私よ！」と訴えるが、泥酔したペーテルは全く気がつかない。そして、銃殺の直前にようやくペーテルはカトリーヌの声に彼女であることを気づき、銃殺を中止するよう命令する。ダニロヴィッツが何が起こったのだと戻って来る隙に、カトリーヌは川に飛び込んで逃げ去ってしまう。その時、イェルモロフ将軍が現れて、この部隊の中にロシア皇帝が紛れ込んでいると言う。イェルモロフ将軍はこれまで皇帝の圧政に我々は苦しめられてきた。今こそ、復讐するべき時だ。皇帝を殺して反乱を起こそうと皆を扇動する。すると、ペーテルが立ち上がって「復讐の神よ！我を守り給え！私が死ななければならないとしても我が国を守り給え！」と言う。〈聖なる行進〉のメロディがオーケストラによって奏されると皆は「暴君を倒そう」と高揚する。ペーテルは皆さんは復讐をするのに敵を自分たちの中に迎え入れているのですよと言い、兵士たちよ、国を売るのではなく、祖国を守ろうではないかと説得する。そして、遂に自らがロシア皇帝であることを明かし、敵の大砲の音を合図に一同は戦場へと向かうのであった。

### 第3幕
ロシア皇帝の宮廷の一室

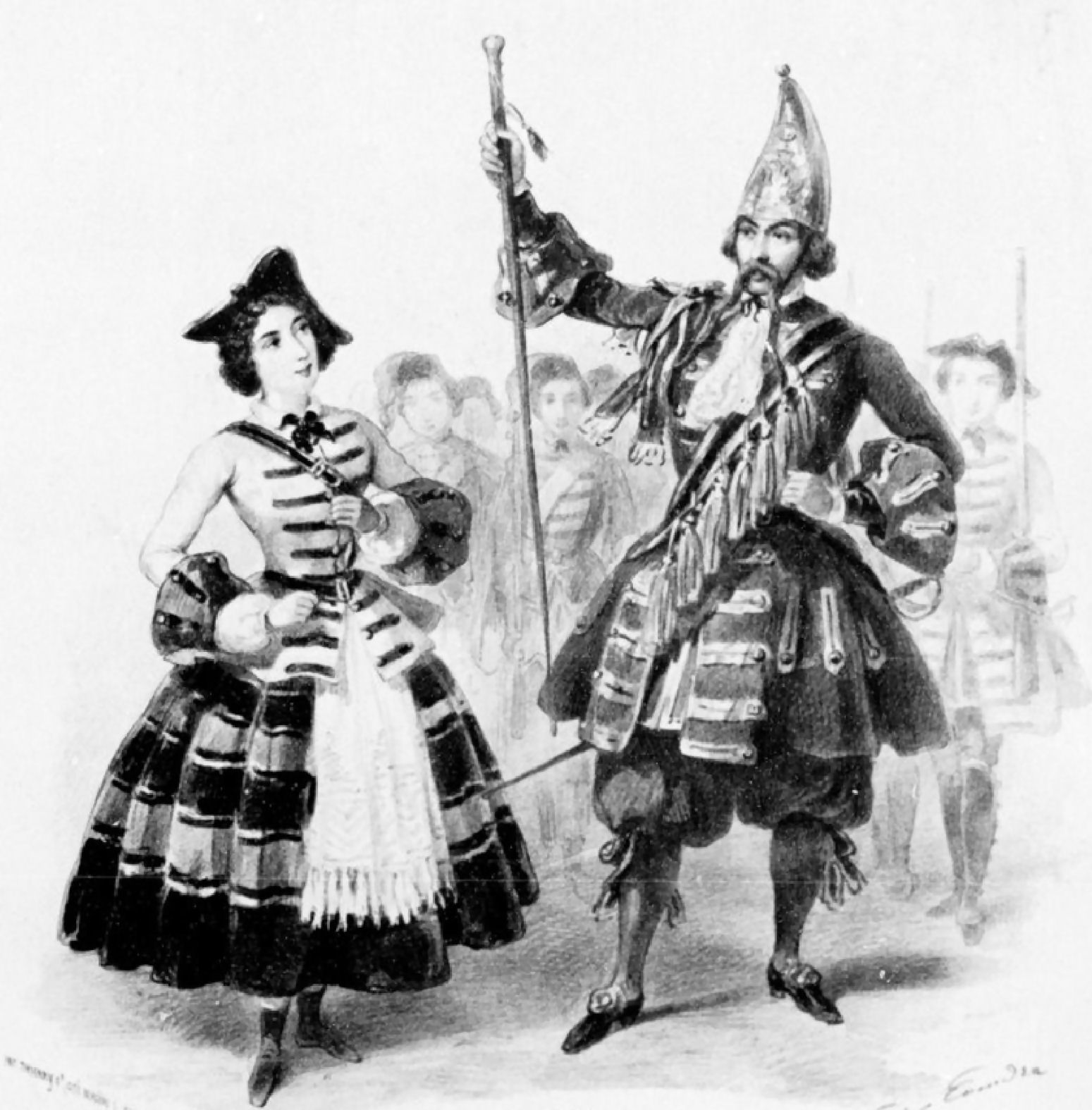
ペーテルとカトリーヌ

ペーテルは愛しいカトリーヌを失って悲嘆に暮れて、〈ロマンス〉「喜びと惨めさの幸せな日々」（Ô jours heureux de joie et de misère）を歌う。彼はダニロヴィッツにカトリーヌを捜索するよう命令する。そこに、ジョルジュとプラスコヴィアが現れ、徒歩でここまで来たのだと語る。グリツェンコは、カトリーヌがジョルジュという名前の男であるとずっと信じていたので、彼らが言っていることが全然理解できないのだが、例のジョルジュを皇帝に引き渡す準備はできていると言う。ダニロヴィッツが戻って来ると、見つけ出したカトリーヌはペーテルがもはや彼女を愛していないと信じ込み、心痛のために正気を失っていると報告する。カトリーヌは夢遊病者のような様子で〈カヴァティーヌ〉「夜明けがとうとうやって来る」（L’aurore enfin succède）と歌いながら姿を現す。ペーテルは彼女に正気を取り戻させるために、かつてのフィンランドの造船所の光景を再現させるようと部下に命令する。ダニロヴィッツには菓子職人として菓子を販売させ、ジョルジュとプラスコヴィアにはウェディングドレスで登場させ、自らはフルートを吹くのだった。フルートの音色のおかげで、カトリーヌは正気を取り戻し、フルートに合わせて〈アリア〉「ラ、ラ、ラ、大好きな歌」（La, la, la, air chéri）と歌う。カトリーヌは彼女が愛する男がロシア皇帝であることを悟り、母の予言は当たったのだと呟く。皆はカトリーヌをロシアの新しい皇后として称賛し、大団円となる。

## 主な録音
| 年   | 配役 ペーテル カトリーヌ ダニロヴィッツ プラスコヴィア ジョルジュ                                              | 指揮者 管弦楽団 合唱団                                                               | レーベル                                                                                    |
| ---- | --- | ------------------------------------------------------------------------------------ | ------------------------------------------------------------------------------------------- |
| 1997 | ウラディーミル・オグネフ エリザベス・フトラル アレド・ホール ダリーナ・タコーヴァ ファン・ディエゴ・フローレス | ウラディーミル・ユロフスキ アイルランド国立交響楽団 ウェクスフォード音楽祭歌劇合唱団 | CD: Marco Polo EAN : 0730099382922 ウェックスフォード・オペラ・フェスティバルでのライヴ録音 |